# لوتارو جيمينياني
لوتارو جيمينياني (بالإسبانية: Lautaro Geminiani) هو لاعب كرة قدم أرجنتيني في مركز الدفاع، ولد في 2 مارس 1991 في مدينة بارانا، انتري ريوس في الأرجنتين. لعب مع أتلتيكو باتروناتو.

## وصلات خارجية
- لوتارو جيمينياني على موقع قاعدة بيانات كرة القدم.إي يو (الإنجليزية)
- لوتارو جيمينياني على موقع Soccerway.com (الإنجليزية)